# Juan Pablo Barragán
Juan Pablo Barragán (Bogotá, 28 de abril de 1981) es un actor y cantante colombiano y es conocido por interpretar a El Mono en la telenovela Lady, la vendedora de rosas.  Participó de MasterChef Celebrity Colombia 2023

## Filmografía

### Televisión
| Año       | Título                                | Personaje                     | Canal               |
| --------- | ------------------------------------- | ----------------------------- | ------------------- |
| 2025      | El novicio rebelde                    | El Jetas                      | Prime Video         |
| 2024-2025 | Darío Gómez, el rey del despecho      | Julio Gómez                   | Prime Video         |
| 2022-2023 | Las gestas del tiempo                 | Barbarian                     | Canal Institucional |
| 2022      | Te la dedico                          | Javier Jaramillo              | Canal RCN           |
| 2021      | Hombres de Dios                       | Joaquín                       | Telecaribe          |
| 2020      | El robo del siglo                     | Teniente Jorge Luis Monroy    | Netflix             |
| 2020      | Verdad oculta                         | Dubán Correa alias 'Alambres' | Canal RCN           |
| 2019      | Distrito salvaje                      | Willinton                     | Netflix             |
| 2018      | La mamá del 10                        | Miguel Ángel Díaz             | Caracol Televisión  |
| 2017      | El chapo                              | Carlillos                     | Univision           |
| 2017      | Sobreviviendo a Escobar, alias JJ     | Victor Urrego                 | Caracol Televisión  |
| 2016-2019 | La ley del corazón                    | Marcos Tibatá                 | Canal RCN           |
| 2015      | Lady, la vendedora de rosas           | Arturo 'El Mono'              | Canal RCN           |
| 2014-2015 | El laberinto                          | Socio de Jimmy                | Canal RCN           |
| 2014      | Fugitivos                             |                               | Caracol Televisión  |
| 2014      | Metástasis                            | Emilio Molina                 | UniMas              |
| 2010-2013 | A mano limpia                         | Mario                         | Canal RCN           |
| 2009      | Inversiones el ABC                    |                               | Canal RCN           |
| 2009      | El último matrimonio feliz            | Compañero de Mario            | Canal RCN           |
| 2008-2009 | La quiero a morir                     | Tito Fuentes                  | Caracol Televisión  |
| 2007      | El Zorro: la espada y la rosa         | Mambo / Cristian de Castellón | Telemundo           |
| 2005      | Ángel de la guarda, mi dulce compañía | Ricardo                       | Telemundo           |
| 2004-2005 | La saga, negocio de familia           | Elkin                         | Caracol Televisión  |
| 2001      | amantes del desierto                  |                               | Caracol Televisión  |
| 1999-2001 | El Fiscal                             | Emerson                       | Canal RCN           |

### Programas
| Año       | Título               | Rol          | Canal              |
| --------- | -------------------- | ------------ | ------------------ |
| 2023      | MasterChef Celebrity | Participante | Canal RCN          |
| 2009      | La familia cheveroni | Participante | Caracol Televisión |
| 2007-2009 | Club 10              | Participante | Caracol Televisión |

### Cine
| Año  | Título                      | Personaje   | Nota |
| ---- | --------------------------- | ----------- | ---- |
| 2022 | Un rabón con corazón        |             |      |
| 2018 | Amalia la secretaria        | Augusto     |      |
| 2016 | Malcriados                  | Lucho       |      |
| 2016 | Moria                       | Claw        |      |
| 2015 | Dos mujeres y una vaca      | Joaquin     |      |
| 2015 | El sargento matacho         |             |      |
| 2015 | Que viva la música          | Ruben Paces |      |
| 2014 | Elefante (corto)            | Andres      |      |
| 2013 | No sos vos, soy yo          | Alexandra   |      |
| 2013 | Irracionales                |             |      |
| 2013 | El monstruo de los naranjos |             |      |
| 2013 | Lejos del mundo             | Juan C      |      |
| 2011 | El paramo                   | Ponce       |      |

## Premios y nominaciones

### Premios TVyNovelas
| Año  | Categoría                            | Telenovela o Serie          | Resultado |
| ---- | ------------------------------------ | --------------------------- | --------- |
| 2017 | Mejor actor de reparto de telenovela | La ley del corazón          | Nominado  |
| 2016 | Mejor actor antagónico de serie      | Lady, la vendedora de rosas | Nominado  |

### Premios India Catalina
| Año  | Categoría                                    | Telenovela o serie          | Resultado |
| ---- | -------------------------------------------- | --------------------------- | --------- |
| 2019 | Mejor actor de reparto de telenovela o serie | La mamá del 10              | Nominado  |
| 2016 | Mejor actor antagónico de telenovela o serie | Lady, la vendedora de rosas | Nominado  |

### Premios Macondo
| Año  | Categoría              | Película             | Resultado |
| ---- | ---------------------- | -------------------- | --------- |
| 2018 | Mejor Actor Principal  | La sargento Matacho  | Nominado  |
| 2016 | Mejor Actor Principal  | Moria                | Nominado  |
| 2016 | Mejor Actor de Reparto | ¡Que viva la música! | Nominado  |

### Otros premios
- Santa Lucía a Mejor actor por: el cortometraje Elefante
- ACA-15 minutos Muero de risa por el por su personaje en: La ley del corazón